# Parafia św. Jerzego w Kupie
Parafia św. Jerzego – rzymskokatolicka parafia położona przy ulicy 1 Maja 3 w Kupie. Parafia należy do dekanatu Siołkowice w diecezji opolskiej.

## Historia parafii
Parafia została utworzona 13 sierpnia 1894 roku, po odłączeniu z parafii św. Katarzyny Aleksandryjskiej w Dobrzeniu Wielkim. Kościół parafialny został wybudowany w stylu neogotyckim, w latach 1897–1898.
Proboszczem parafii jest ks. Andrzej Ogasa.

## Zasięg parafii
Parafię zamieszkuje 1634 mieszkańców i swym zasięgiem duszpasterskim obejmuje ona miejscowości:
- Kup,
- Kaniów,
- Ładza.

### Inne kościoły, kaplice i domy zakonne
- Kościół Matki Bożej Nieustającej Pomocy w Kupie – kościół filialny,
- Kościół Najświętszego Serca Pana Jezusa w Kaniowie – kościół filialny,
- klasztor Zgromadzenia Sióstr św. Elżbiety w Kupie (CSSE).

### Szkoły i przedszkola
- Publiczna Szkoła Podstawowa w Kupie,
- Publiczne Przedszkole w Kupie.

## Duszpasterze

### Proboszczowie po 1945 roku
- ks. Alfons Drzyzga,
- ks. Rudolf Krupop,
- ks. Konrad Hermański,
- ks. Andrzej Ogasa.

### Wikariusze po 1945 roku
- ks. Piotr Kondziela,
- ks. Ernest Noziński,
- ks. Rudolf Krupop[2].